# Chapai Nawabganj

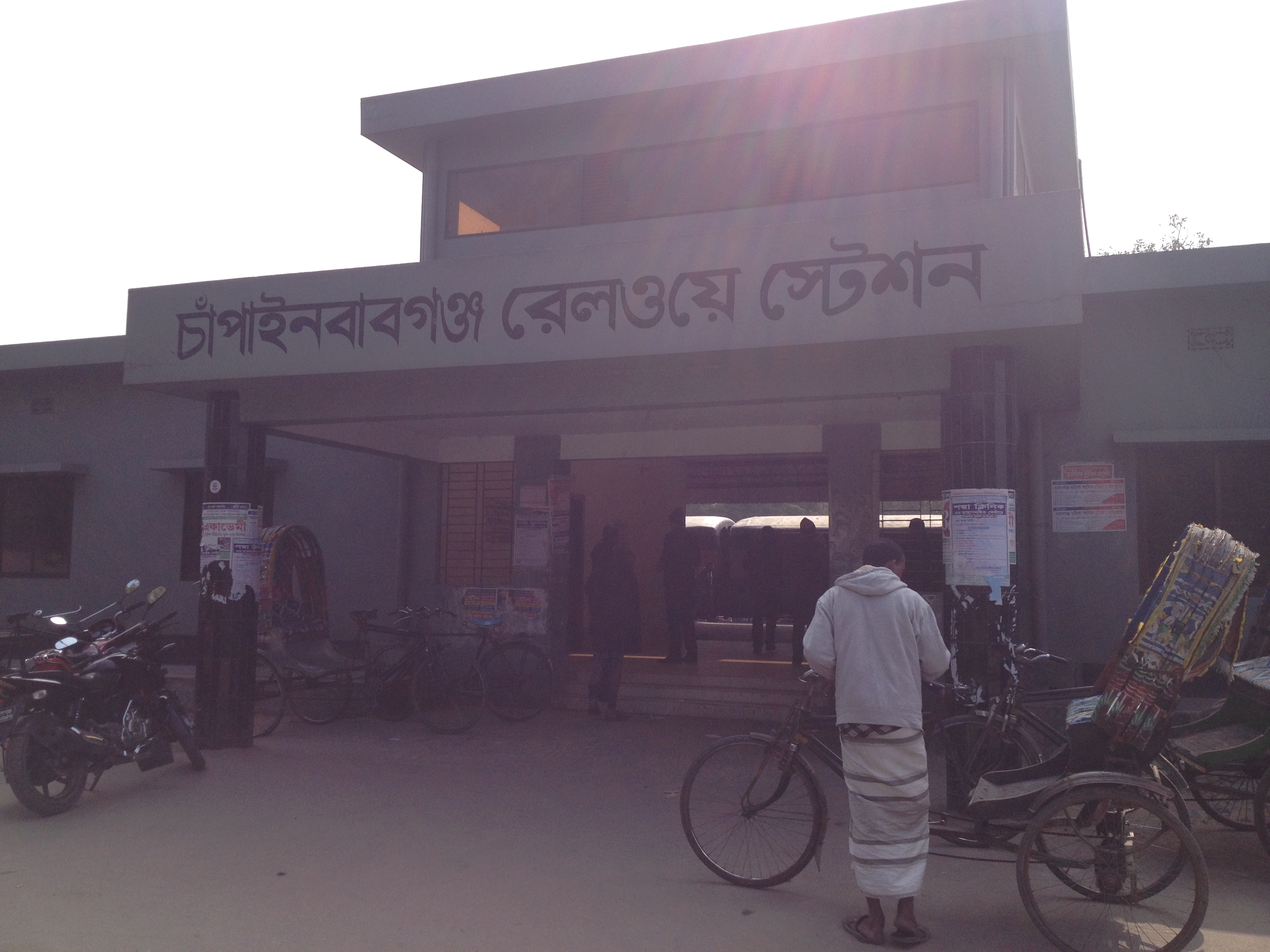
Järnvägsstationen i Nawabganj.

Chapai Nawabganj eller bara Nawabganj är en stad vid floden Mahananda i nordvästra Bangladesh och ligger i provinsen Rajshahi, inte långt från gränsen mot Indien. Staden hade 180 731 invånare vid folkräkningen 2011, på en yta av 32,90 km². Stadens grundades av nawaben Ali Vardi Khan på 1700-talet. Nawabganj blev en egen kommun 1903.